# Łukasz Cyborowski
Łukasz Cyborowski (ur. 21 czerwca 1980 w Legnicy) – polski szachista, arcymistrz od 2003 roku.

## Kariera szachowa
W 1992 r. zdobył tytuł wicemistrza Polski juniorów do 12 lat, natomiast w 1997 – tytuł mistrza kraju w kategorii do 18 lat. W 2001 r. dołączył do czołówki polskich szachistów, zdobywając brązowy medal indywidualnych mistrzostw Polski, rozegranych w Warszawie. W kolejnych latach wielokrotnie startował w finałowych turniejach. W 2004 r. reprezentował Polskę na szachowej olimpiadzie w Calvii.
Zwyciężył bądź podzielił I miejsca w turniejach międzynarodowych rozegranych m.in. w:
- Policach (2001, wspólnie z Dmitrijem Smiecem, Klaudiuszem Urbanem i Wadimem Małachatko),
- Wrocławiu (2001, memoriał Adolfa Anderssena),
- Grodzisku Mazowieckim (2002, memoriał Mieczysława Najdorfa),
- Lippstadt (2003, wspólnie z Janem Smeetsem, Jensem-Uwe Maiwaldem i Robertem Ruckiem),
- Świdnicy (2003, wspólnie z Wiaczesławem Dydyszko),
- Policach (2003, wspólnie z Klaudiuszem Urbanem i Władimirem Małaniukiem),
- Krakowie (2003/04, turniej Cracovia, wspólnie z Konstantinem Czernyszowem i Władimirem Małaniukiem),
- Legnicy (2005, wspólnie z Aleksandrem Rustemowem),
- Chojnicach (2005, wspólnie z Władimirem Małaniukiem i 2006),
- Kowalewie Pomorskim (2006),
- Przełazach (2008),
- Karpaczu (2008),
- Wrocławiu (2009, wspólnie z Aleksandrem Sułypą, Vladimirem Tallą i Martynem Krawciwem),
- Rewalu (2010, turniej Konik Morski Rewala),
- Koszalinie (2014, memoriał Józefa Kochana – turniej otwarty, wspólnie z Pawłem Weichholdem).

Będąc zawodnikiem drużyny GKSz Polfa Grodzisk Mazowiecki, czterokrotnie zdobył medale drużynowych mistrzostw Polski (srebrne – 2003, 2004, 2005; brązowy – 2002). Od 2006 r. reprezentuje klub AZS UMCS Lublin, z którym zdobył dwa medale DMP (srebrny – 2006; brązowy – 2007).
Najwyższy ranking w dotychczasowej karierze osiągnął 1 stycznia 2007 r., z wynikiem 2580 punktów zajmował wówczas 8. miejsce wśród polskich szachistów.